# البطولات الفرنسية 1895 (كرة مضرب)
في دورة رولان غاروس الدولية سنة 1895 فاز في بطولة فردي الرجال اللاعب أندريه فاشرو (André Vacherot) من فرنسا.